# Huttenheim
Pour l’article homonyme, voir Huttenheim (Philippsburg).
Ne doit pas être confondu avec Uttenheim.
Huttenheim (alsacien : Hettne ou Hìttne, allemand : Hüttenheim) est une commune française située dans la circonscription administrative du Bas-Rhin et, depuis le 1er janvier 2021, dans le territoire de la Collectivité européenne d'Alsace, en région Grand Est.
Cette commune se trouve dans la région historique et culturelle d'Alsace.

## Géographie
Huttenheim est située dans le centre Alsace à 35 km au sud de Strasbourg et à 15 km au nord de Sélestat, le long de l'Ill.
| Kertzfeld   |            | Benfeld  |
| Stotzheim   | Huttenheim |          |
| Sermersheim | Hilsenheim | Rossfeld |

### Hydrographie

#### Réseau hydrographique
La commune est dans le bassin versant du Rhin au sein du bassin Rhin-Meuse. Elle est drainée par l'Ill, le ruisseau la Scheer, la Lutter, le ruisseau Neugraben et le ruisseau Riedbrunnengraben,.
L'Ill, d'une longueur de 217 km, prend sa source dans la commune de Winkel et se jette  dans le Grand Canal d'Alsace à Offendorf, après avoir traversé 68 communes. Les caractéristiques hydrologiques de l'Ill sont données par la station hydrologique située sur la commune de Kogenheim. Le débit moyen mensuel est de 35,6 m3/s. Le débit moyen journalier maximum est de 262 m3/s, atteint lors de la crue du 7 janvier 2018. Le débit instantané maximal est quant à lui de 283 m3/s, atteint le 6 janvier 2018.
La Scheer, d'une longueur de 40 km, prend sa source dans la commune de Scherwiller et se jette  dans l'Andlau à Fegersheim, après avoir traversé 20 communes.

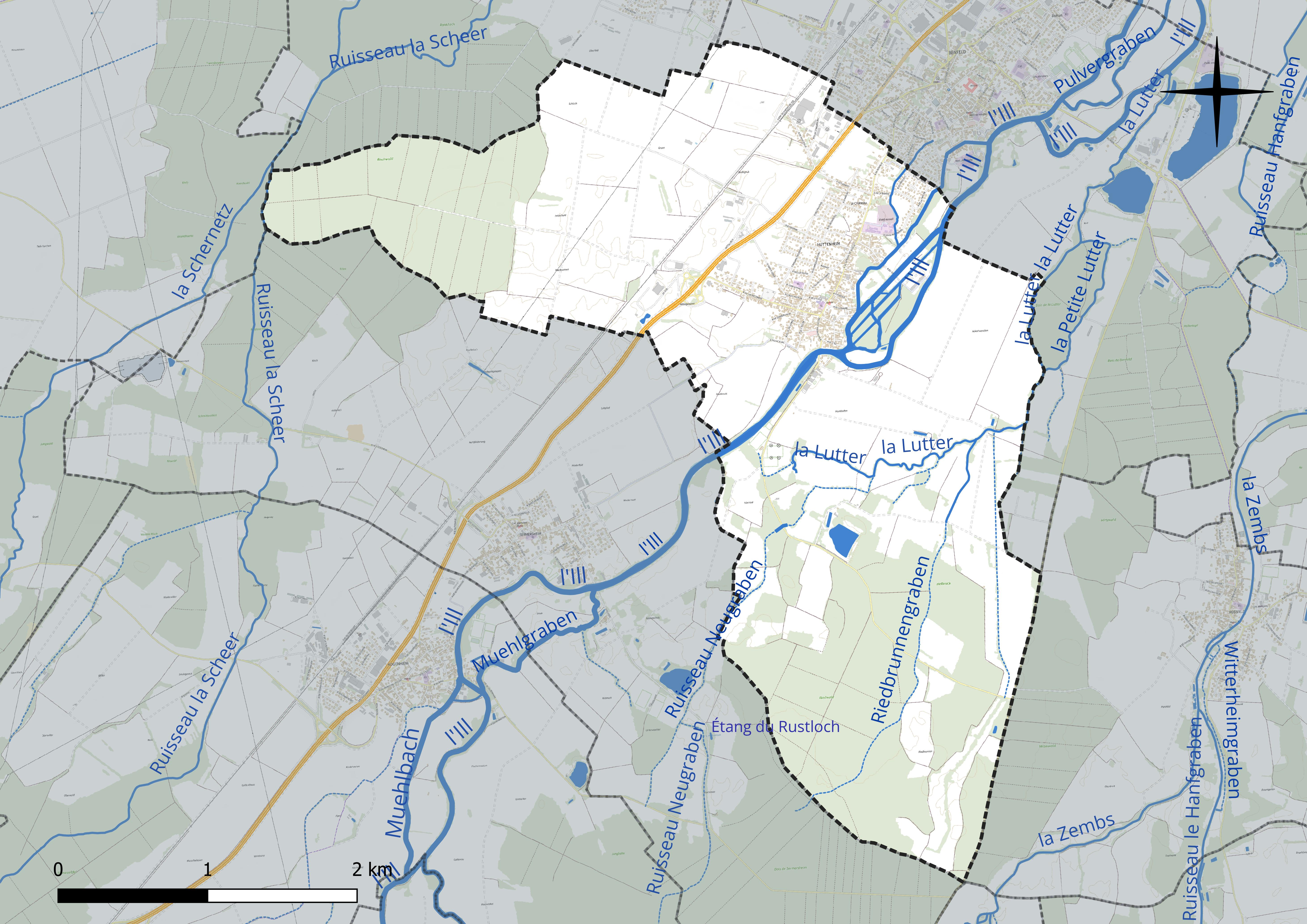
Réseau hydrographique de Huttenheim.

#### Gestion et qualité des eaux
Le territoire communal est couvert par le schéma d'aménagement et de gestion des eaux (SAGE) « Ill Nappe Rhin ». Ce document de planification concerne la nappe phréatique rhénane, les cours d'eau de la plaine d'Alsace et du piémont oriental du Sundgau, les canaux situés entre l'Ill et le Rhin et les zones humides de la plaine d'Alsace. Le périmètre s’étend sur 3 596 km2. Il a été approuvé le 17 janvier 2005. La structure porteuse de l'élaboration et de la mise en œuvre est la région Grand Est.
La qualité des cours d’eau peut être consultée sur un site dédié géré par les agences de l’eau et l’Agence française pour la biodiversité.

#### Risques d'inondation
La vallée de l'Ill comme l'ensemble du département a connu plusieurs inondations importantes. On peut citer au 20e siècle, les crues de 1910, 1919, 1947, 1955, 1983 et 1990 notamment qui ont causé de nombreux dégâts (destructions de ponts, inondations de zones industrielles et d’ agglomérations). Les inondations de l'Ill ont lieu essentiellement en période hivernale et printanière à la suite de pluies abondantes parfois associées à la fonte du manteau neigeux. Les crues de 1983 et de 1990 ont présenté une période de retour entre 20 et 50 ans. Afin d'anticiper et de gérer une éventuelle inondation, un Plan de prévention des risques d'inondation de l'lll  a été approuvé par arrêté préfectoral le 30 janvier 2020.
54 % de la superficie du ban communal sont concernés par le risque inondation. Toute la partie du territoire située au Sud est inondable. Constituée de terres agricoles et naturelles, elle représente une importante zone d'expansion de crue. Le secteur urbanisé situé dans le quartier rue du Premier Décembre, rue de Sermersheim, rue de l’Église, rue de la 1ère Armée, rue Nouvelle, rue des Acacias est concerné par les zones d’inondation en aléa faible ou moyen. Les propriétés situées au fond de la rue du Noyer et de la rue des Cerisiers, le long d’un des bras de l’Ill sont concernées à la marge par un aléa faible.

### Climat
Pour des articles plus généraux, voir Climat du Grand Est et Climat du Bas-Rhin.
En 2010, le climat de la commune est de type climat des marges montargnardes, selon une étude du Centre national de la recherche scientifique s'appuyant sur une série de données couvrant la période 1971-2000. En 2020, Météo-France publie une typologie des climats de la France métropolitaine dans laquelle la commune est exposée à un climat semi-continental et est dans la région climatique  Alsace, caractérisée par une pluviométrie faible, particulièrement en automne et en hiver, un été chaud et bien ensoleillé, une humidité de l’air basse au printemps et en été, des vents faibles et des brouillards fréquents en automne (25 à 30 jours).
Pour la période 1971-2000, la température annuelle moyenne est de 10,7 °C, avec une amplitude thermique annuelle de 17,8 °C. Le cumul annuel moyen de précipitations est de 596 mm, avec 7,6 jours de précipitations en janvier et 9,6 jours en juillet. Pour la période 1991-2020, la température moyenne annuelle observée sur la station météorologique de Météo-France la plus proche, « Selestat Sa », sur la commune de Sélestat à 14 km à vol d'oiseau, est de 11,4 °C et le cumul annuel moyen de précipitations est de 621,1 mm. 
La température maximale relevée sur cette station est de 39,3 °C, atteinte le 13 août 2003 ; la température minimale est de −17 °C, atteinte le 20 décembre 2009,,.
Les paramètres climatiques de la commune ont été estimés pour le milieu du siècle (2041-2070) selon différents scénarios d'émission de gaz à effet de serre à partir des nouvelles projections climatiques de référence DRIAS-2020. Ils sont consultables sur un site dédié publié par Météo-France en novembre 2022.

## Urbanisme

### Typologie
Au 1er janvier 2024, Huttenheim est catégorisée ceinture urbaine, selon la nouvelle grille communale de densité à sept niveaux définie par l'Insee en 2022.
Elle appartient à l'unité urbaine de Benfeld, une agglomération intra-départementale regroupant deux  communes, dont elle est une commune de la banlieue,,. Par ailleurs la commune fait partie de l'aire d'attraction de Strasbourg (partie française), dont elle est une commune de la couronne,. Cette aire, qui regroupe 268 communes, est catégorisée dans les aires de 700 000 habitants ou plus (hors Paris),.

### Occupation des sols
L'occupation des sols de la commune, telle qu'elle ressort de la base de données européenne d’occupation biophysique des sols Corine Land Cover (CLC), est marquée par l'importance des territoires agricoles (60,9 % en 2018), en diminution par rapport à 1990 (62,4 %). La répartition détaillée en 2018 est la suivante : 
terres arables (32,9 %), forêts (28,5 %), zones agricoles hétérogènes (27,2 %), zones urbanisées (9,3 %), zones industrielles ou commerciales et réseaux de communication (1,3 %), prairies (0,8 %). L'évolution de l’occupation des sols de la commune et de ses infrastructures peut être observée sur les différentes représentations cartographiques du territoire : la carte de Cassini (XVIIIe siècle), la carte d'état-major (1820-1866) et les cartes ou photos aériennes de l'IGN pour la période actuelle (1950 à aujourd'hui).

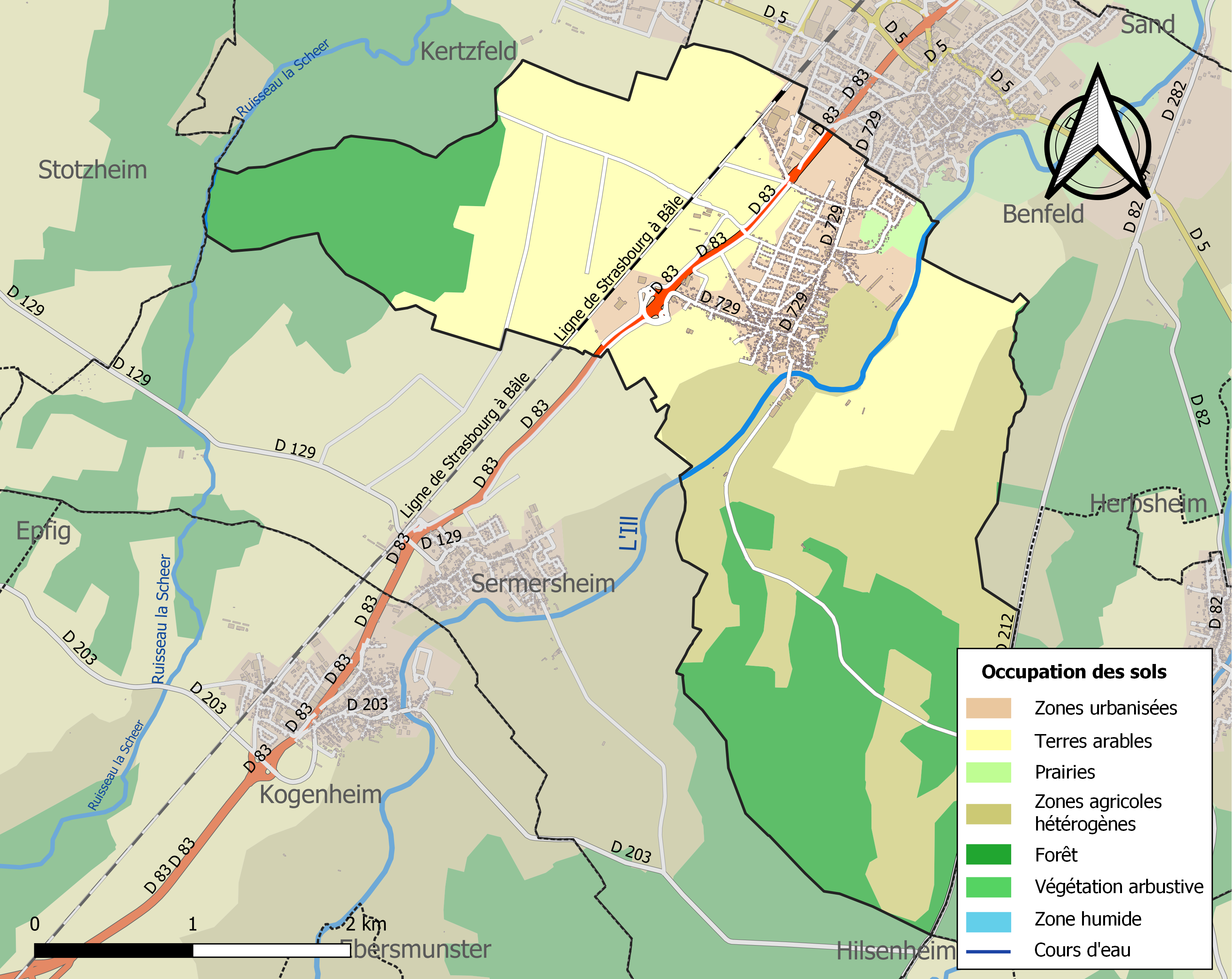
Carte des infrastructures et de l'occupation des sols de la commune en 2018 (CLC).

## Histoire

### Héraldique
| Blason de Huttenheim | Blason  | Tranché de gueules et d'azur, chaque émail au poisson d'argent en bande. |
| Blason de Huttenheim | Détails |                                                                          |

### Toponymie
Les formes anciennes et connues du nom du villages sont : Hittenheim (727), Hudenheim (770), Hiddenheim (817), Hindinheim (884), Hitinheim (10e siècle.) und Hiddenheim.

### Antiquité[23]
Le site d’Huttenheim possède des traces d’installations humaines depuis l’époque romaine, en lien avec le campement proche d’Helvetum (Ehl). Au Sud de la commune, des céramiques ont été retrouvées, datant du IIe siècle ap. J.- C., certainement liée à la présence d’un établissement agricole. Le terrain communal actuel est traversé au N-E par la route dite « Heidenstrassel » (route des paiens), d’origine romaine. Au XIXe siècle, ce qui semble être une tombe à incinération datant de l’époque romaine a été retrouvée à proximité de la route.

### Le village médiéval[24],[23]
L’époque médiévale voit l’existence de trois noyaux d’habitations à Huttenheim, trois châteaux et trois églises.
Au Nord du village, en direction de Benfeld se situait le Niederdorf (village inférieur), au niveau des actuelles rues du Travail et Jean Tauler. Il est difficile de dater l’établissement des habitations dans cette partie du village, il est par contre connu que la paroisse qui la constituait dédiée à Saint Romain et à Saint Joseph appartenait à l’abbaye d’Ebersmunster jusqu’au XIe siècle, avant de passer dans les mains de l’évêché de Strasbourg, qui la donne en fief aux Kind. Ceux-ci s’en sépareront en 1350 au profit de l’hôpital de Molsheim.
Le château attaché au Niederdorf fût vraisemblablement celui dont la construction fût la plus avancée, et qui a existé le plus longtemps. D’après une miniature d’un plan du XVIIe, il en a été déduit que ce fût une construction de type « Wasserburg », avec un fossé en eau. Le manque de fouilles et de sources ne permet pourtant pas de préciser la description. Ce château, dit Niederschloss ou Giesenburg, fût détruit en 1632, en prévision d’un siège de la ville voisine de Benfeld, alors que la région est secouée par la guerre de Trente ans.
Le village supérieur, ou Oberdorf se situe quant à lui autour de l’actuelle église paroissiale Saint-Adelphe. Sa paroisse, Saint-Jean et Saint-Adelphe (puis uniquement saint-Adelphe), appartient d’abord à l’abbaye de Payerne, avant de passer dans les mains de l’évêché de Strasbourg, puis, en 1428, à l’hôpital de Molsheim. Il semblerait que le village supérieur ait lui aussi possédé son château, de type motte castrale. Celui-ci pourrait alors être la construction identifiée dans les sources sous le nom d’Husenbourg, ou Mansenbourg, du nom de ses occupants successifs.
Au sud du village, entre la Lutter et l’actuelle gravière, on situe traditionnellement un troisième noyau d’habitation, lui aussi assorti d’un édifice fortifié de type motte castrale. La toponymie des parcelles et quelques prospections ont permis d’affirmer l’existence de cette partie du village, dont on a peu de sources.
Enfin, le cadastre fait mention de l’existence probable d’une léproserie au Sud du ban communal, dans le Riedwald.

## Politique et administration

### Liste des maires
| Période                                  | Période                   | Identité                                            | Étiquette    | Qualité                                                                                                   |
| ---------------------------------------- | ------------------------- | --------------------------------------------------- | ------------ | --- |
| 1816                                     | 1824                      | Francois Paul Rohmer (1771-1844)                    |              | |
| Les données manquantes sont à compléter. |                           |                                                     |              | |
| 1848                                     |                           | Joseph Hert                                         |              | |
| 1865                                     | 1871                      | Albert Rohmer                                       |              | |
| ca. 1901                                 |                           | Théodore Reibel                                     |              | |
| Les données manquantes sont à compléter. |                           |                                                     |              | |
| ca. 1957                                 |                           | René Hert                                           |              | |
| 1958                                     | mai 1982 (décès)          | Louis Wiedemann (1919-1982)                         | UDR puis RPR | Conseiller général de Benfeld (1964 → 1982) Conseiller régional (1973 → 1976)                             |
| ?                                        | ?                         | Paul Koeberlé                                       |              | |
| ?                                        | ?                         | Jean-Pierre Stirmel                                 |              | |
| ?                                        | ?                         | Jean-Paul Bappert                                   |              | |
| mars 2001                                | mars 2014                 | Auguste Schnaiter,                                  | DVD          | Retraité                                                                                                  |
| mars 2014                                | En cours (au 31 mai 2020) | Jean-Jacques Breitel Réélu pour le mandat 2020-2026 | DVD          | Agent de maîtrise retraité, ancien adjoint au maire Vice-président de la CC du canton d'Erstein (2017 → ) |

## Démographie
L'évolution du nombre d'habitants est connue à travers les recensements de la population effectués dans la commune depuis 1793. Pour les communes de moins de 10 000 habitants, une enquête de recensement portant sur toute la population est réalisée tous les cinq ans, les populations de référence des années intermédiaires étant quant à elles estimées par interpolation ou extrapolation. Pour la commune, le premier recensement exhaustif entrant dans le cadre du nouveau dispositif a été réalisé en 2004.

En 2022, la commune comptait 2 694 habitants, en évolution de −0,41 % par rapport à 2016 (Bas-Rhin : +3,17 %, France hors Mayotte : +2,11 %).
| 1793 | 1800 | 1806 | 1821  | 1831  | 1836  | 1841  | 1846  | 1851  |
| ---- | ---- | ---- | ----- | ----- | ----- | ----- | ----- | ----- |
| 840  | 863  | 990  | 1 066 | 1 319 | 1 705 | 1 862 | 2 084 | 2 186 |

| 1856  | 1861  | 1866  | 1871  | 1875  | 1880  | 1885  | 1890  | 1895  |
| ----- | ----- | ----- | ----- | ----- | ----- | ----- | ----- | ----- |
| 2 123 | 2 201 | 2 190 | 2 213 | 2 324 | 2 359 | 1 981 | 1 975 | 2 092 |

| 1900  | 1905  | 1910  | 1921  | 1926  | 1931  | 1936  | 1946  | 1954  |
| ----- | ----- | ----- | ----- | ----- | ----- | ----- | ----- | ----- |
| 2 017 | 1 924 | 1 967 | 1 753 | 1 806 | 1 828 | 1 752 | 1 640 | 1 611 |

| 1962  | 1968  | 1975  | 1982  | 1990  | 1999  | 2004  | 2006  | 2009  |
| ----- | ----- | ----- | ----- | ----- | ----- | ----- | ----- | ----- |
| 1 625 | 1 893 | 2 062 | 1 974 | 1 999 | 2 094 | 2 220 | 2 460 | 2 461 |

| 2014  | 2019  | 2022  | - | - | - | - | - | - |
| ----- | ----- | ----- | - | - | - | - | - | - |
| 2 667 | 2 672 | 2 694 | - | - | - | - | - | - |

## Lieux et monuments
- Église Saint-Adelphe (1844).

- Chapelle Notre-Dame du Grasweg (1420).

Seule survivante des deux ou trois chapelles médiévales, celle-ci est datée du XVe siècle, et est la construction la plus ancienne du village. Agrandie au cours des XVIIe et XVIIIe siècles, elle possède aussi un mobilier remarquable. Des peintures murales médiévales ornent une partie des murs et ont été partiellement rénovées entre 2015 et 2017 sous le contrôle du conservateur des monuments historiques.

La chapelle abrite aussi une madone du XVe siècle, taillée en bois, remarquable par la douceur et la tendresse qui émane des traits de la vierge.

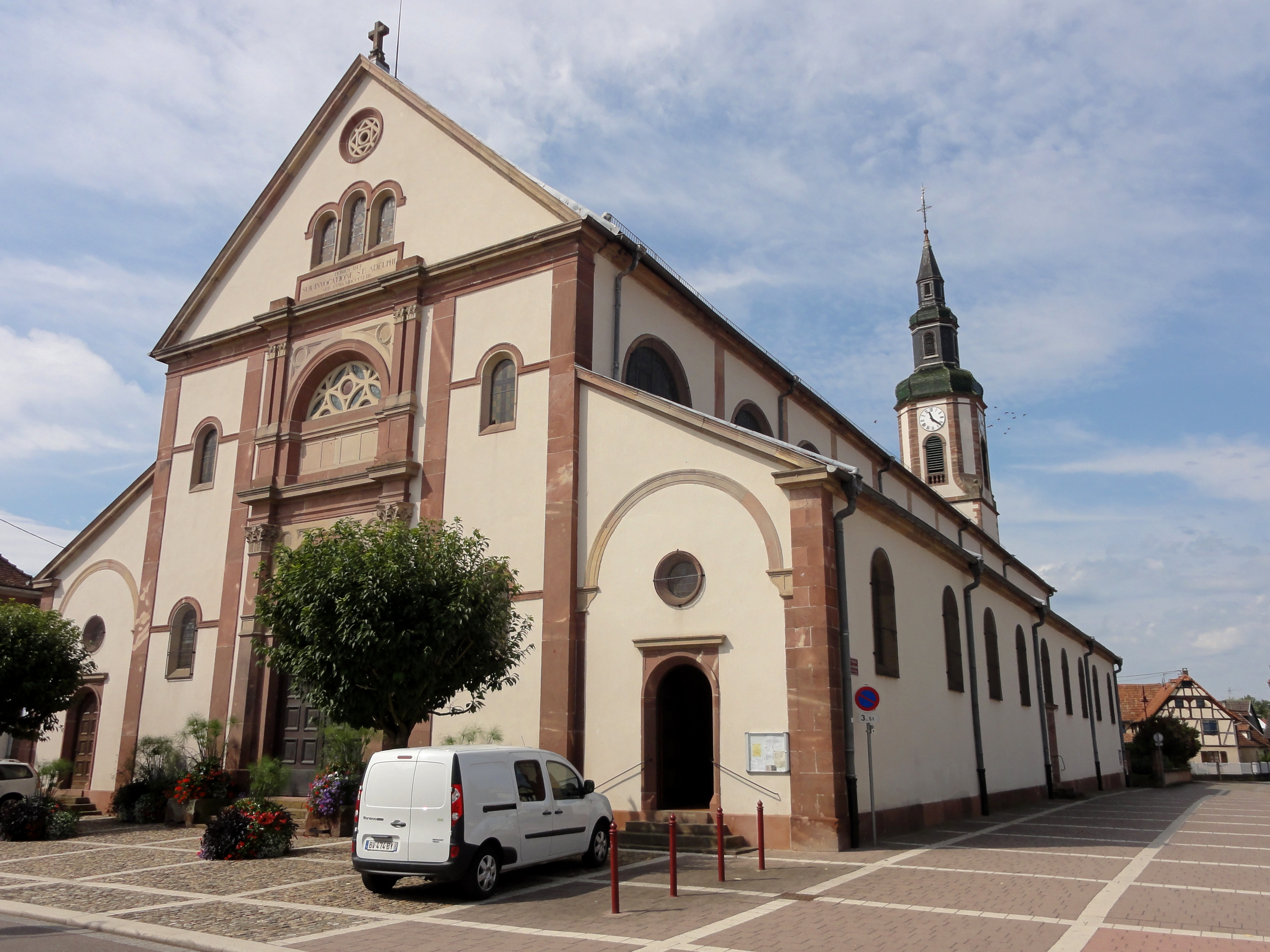
Église Saint-Adelphe.
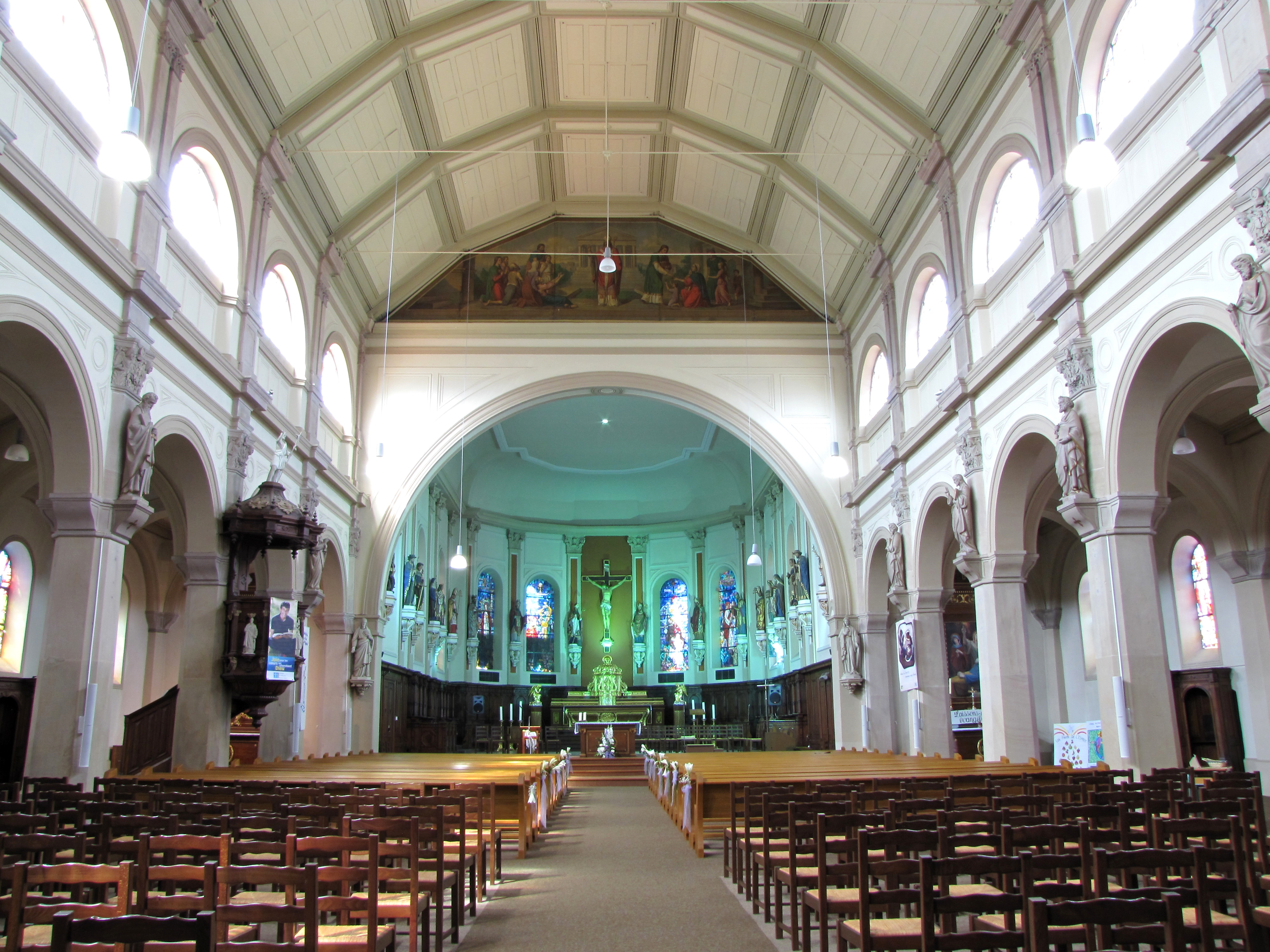
Intérieur de l'église Saint-Adelphe.
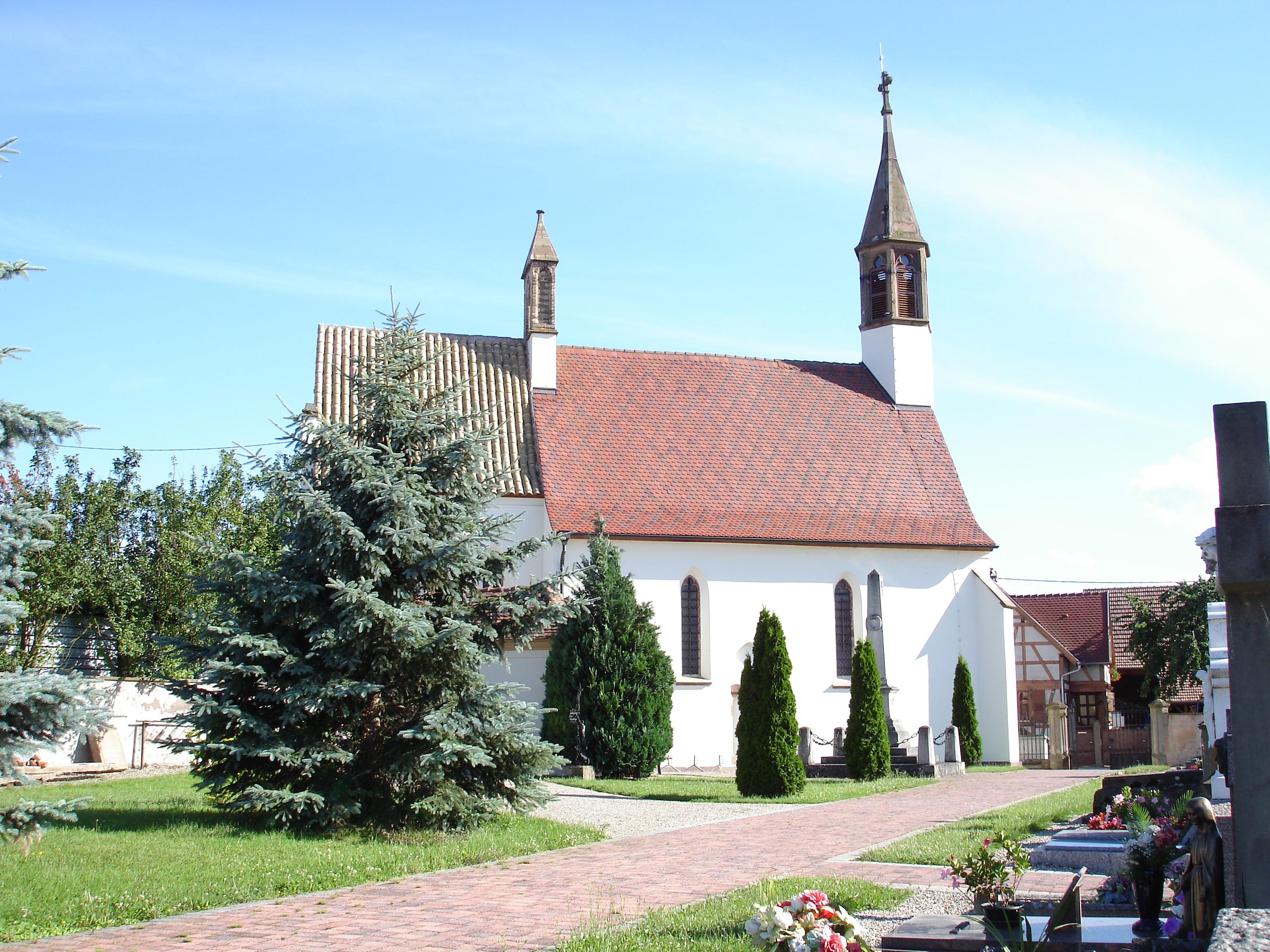
Chapelle Notre-Dame-du-Grasweg.
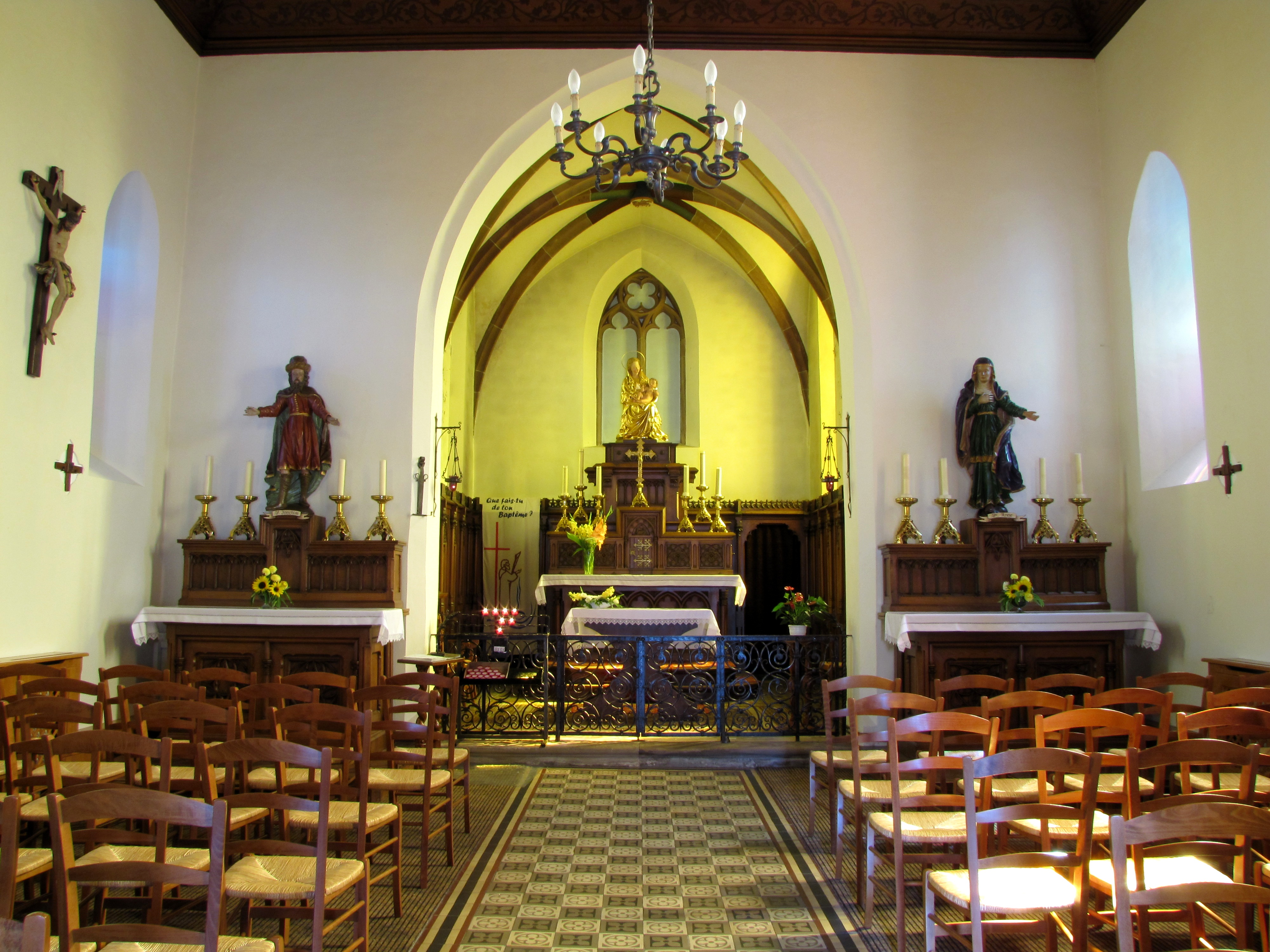
Intérieur de la chapelle Notre-Dame-du-Grasweg.

- Maisons à colombages dans le style alsacien (dans le centre ancien) et aussi au bord de l'Ill (pêche).
- Le « manoir » ou "Schloessel" : logis néo-Louis XV qui est maintenant la propriété de l'institut Don Bosco.
- Croix de 1739.

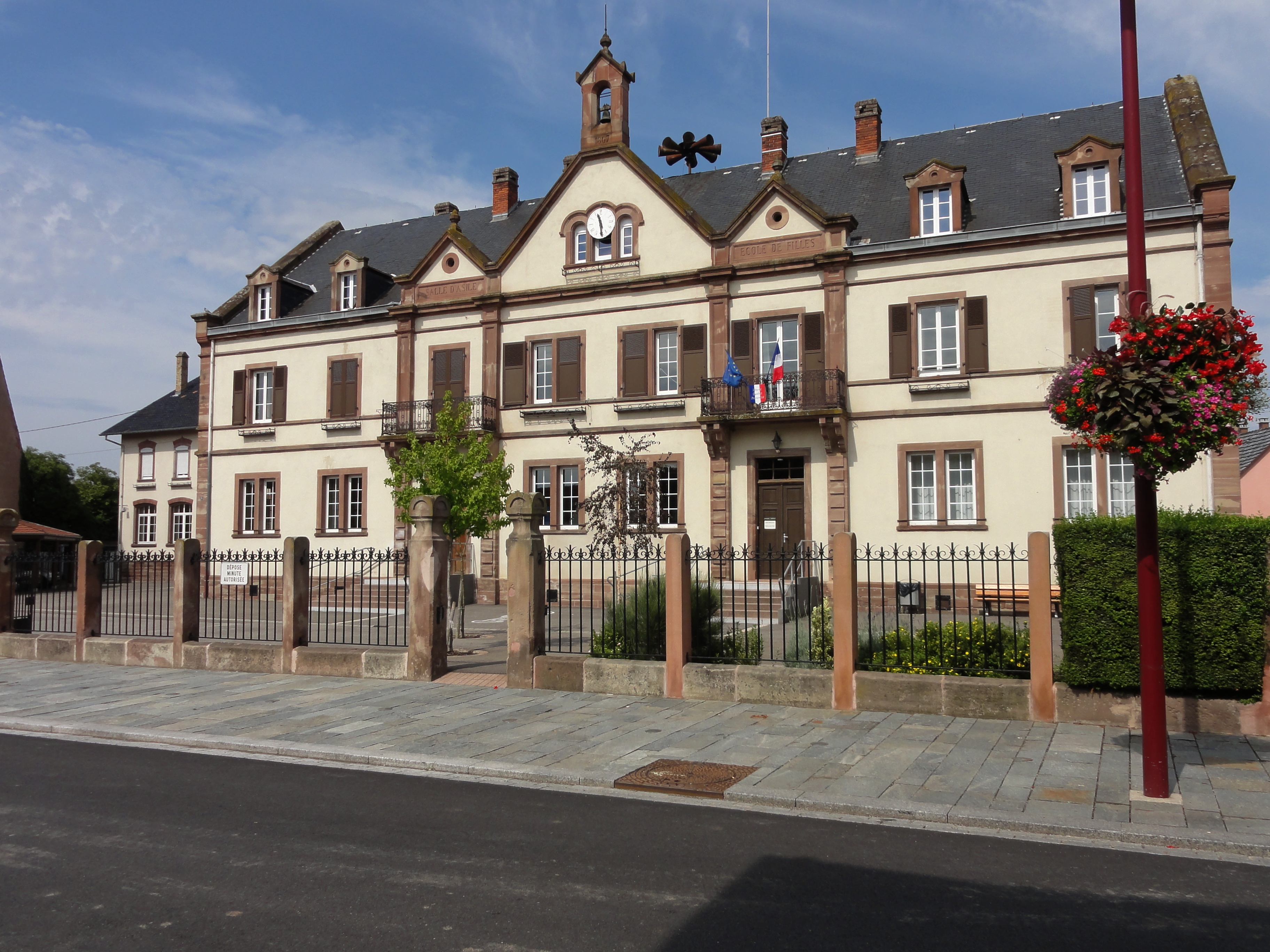
École (1866), rue du Général-de-Gaulle.
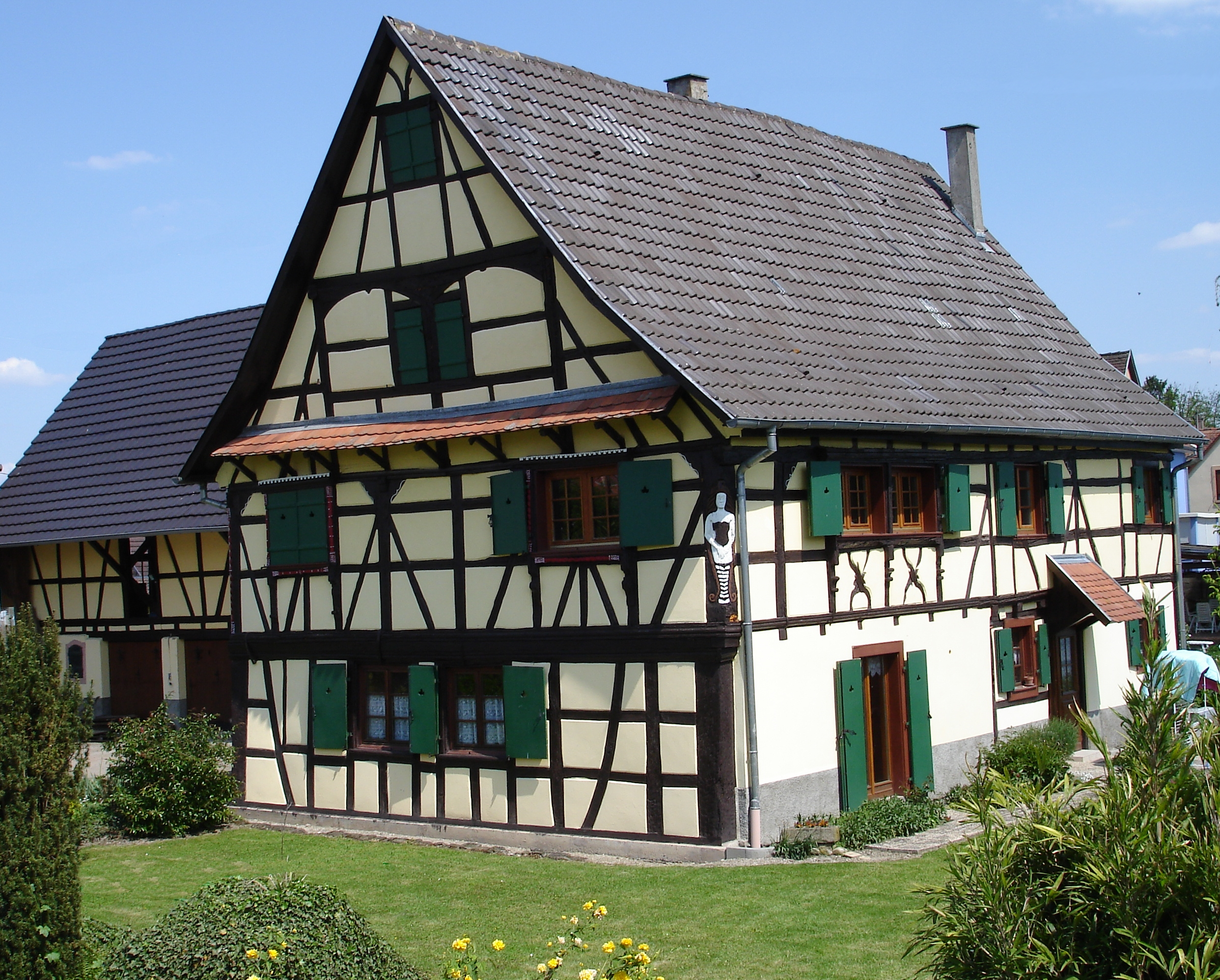
Maison à colombages.
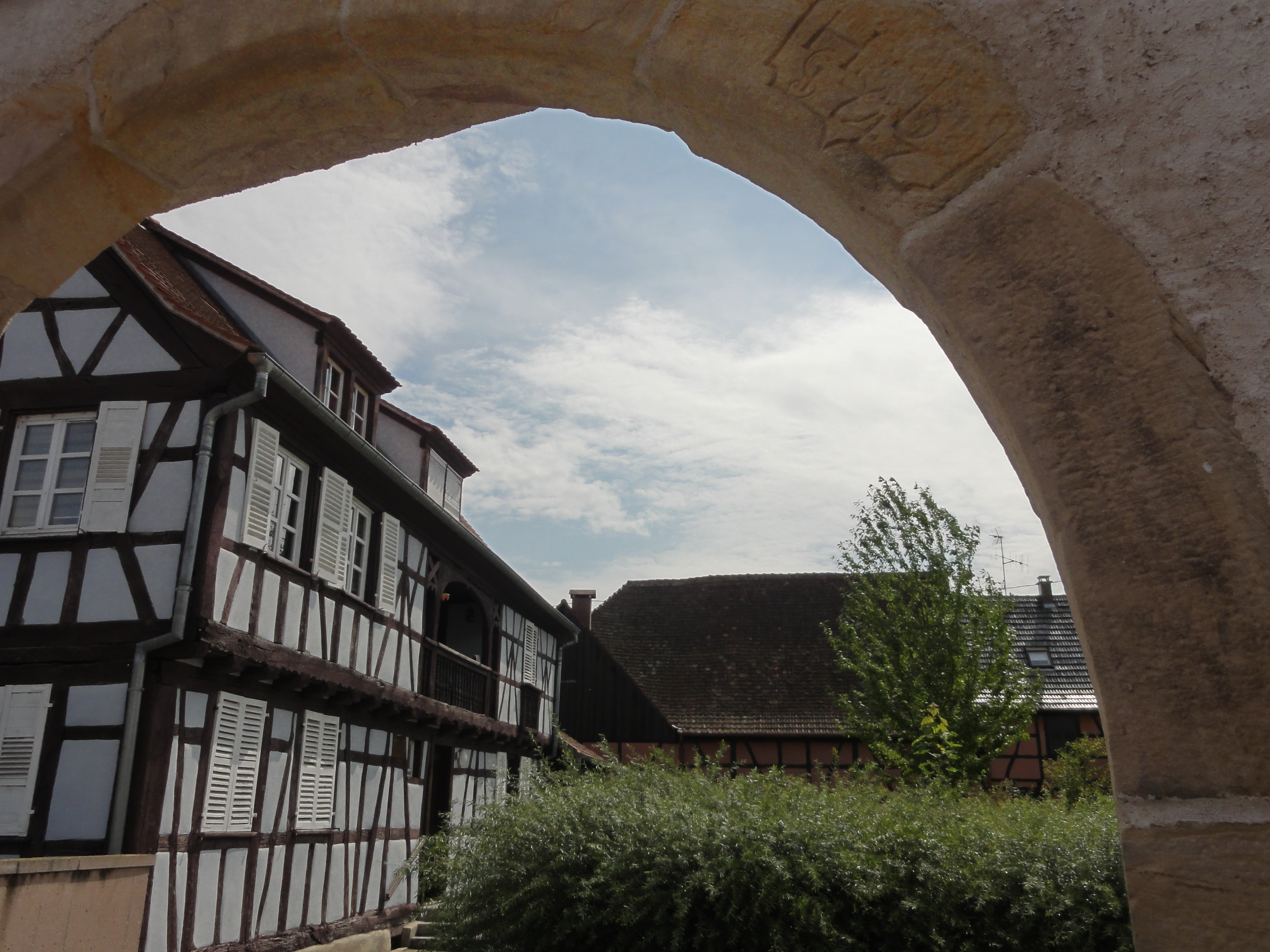
Ferme (1723), 4 rue de la Mairie.
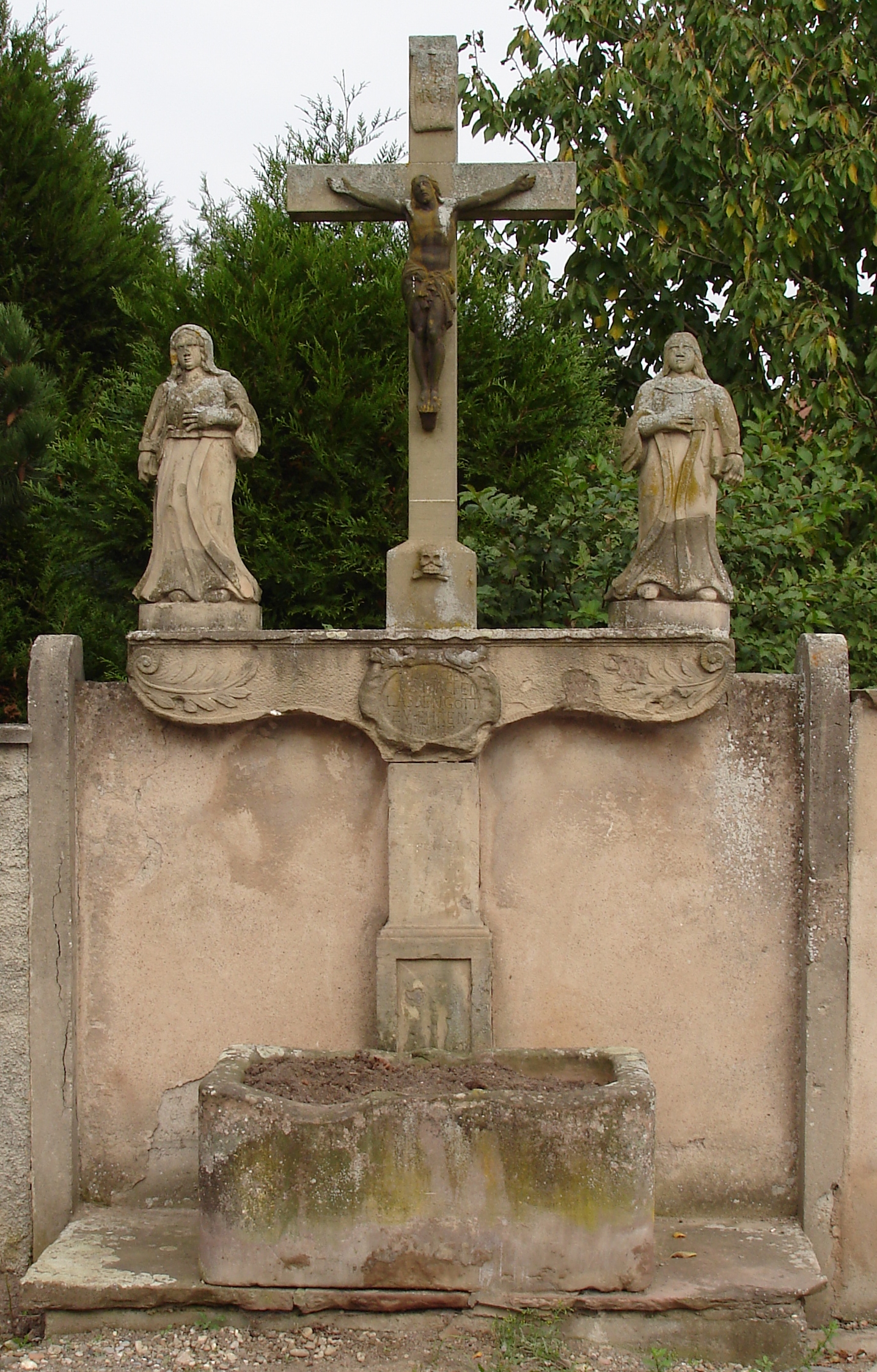
Calvaire (1739).

## Personnalités liées à la commune
- Paul Rohmer, médecin alsacien considéré comme l'un des pères de la pédiatrie moderne française.
- Albert Rohmer, neveu de Paul Rohmer, résistant et professeur de pédiatrie français.
- Louis Feltz, organiste, compositeur et pédagogue français.
- Arsene Heitz, peintre ayant participé à la conception du drapeau européen.

## Industries
- La filature de coton d'Huttenheim permettait, grâce à l'énergie hydraulique de l'Ill, de faire tourner les roues hydrauliques nécessaires à la confection textile. L'activité textile prit fin en 1962.
- La société Batiloc occupe depuis 1969 une partie de l'ancienne filature.
- Socomec est un groupe industriel spécialisé dans le contrôle et la distribution de l'énergie électrique présent à Huttenheim.

## Sources
- Histoire de Huttenheim